# Calodipoena mooatae
Calodipoena mooatae är en spindelart som beskrevs av Léon Baert 1988. Calodipoena mooatae ingår i släktet Calodipoena och familjen Mysmenidae.
Artens utbredningsområde är Sulawesi. Inga underarter finns listade.